# Порт Вајними (Калифорнија)
Порт Вајними (енгл. Port Hueneme) град је у америчкој савезној држави Калифорнија. По попису становништва из 2010. у њему је живело 21.723 становника.

## Демографија
Према попису становништва из 2010. у граду је живело 21.723 становника, што је 122 (0,6%) становника мање него 2000. године.
| Група             | 2000.         | 2010.          |
| Белци             | 9.321 (42,7%) | 7.291 (33,6%)  |
| Афроамериканци    | 1.324 (6,1%)  | 1.111 (5,1%)   |
| Азијати           | 1.383 (6,3%)  | 1.299 (6,0%)   |
| Хиспаноамериканци | 8.960 (41,0%) | 11.360 (52,3%) |
| Укупно            | 21.845        | 21.723         |